# Потрошач
Потрошач је физичко лице које на тржишту прибавља робу или услуге које нису намењене његовој пословној или другој комерцијалној делатности. Другим речима, статус потрошача подразумева слободно учешће на тржишту роба или услуга и низ других права која су прописана Законом о заштити потрошача. Статус и права потрошача прописани законом имају обавезујућу природу. На пример, овај Закон сматра ништавим све одредбе уговора које су супротне одредбама Закона, а које су закључене на штету потрошача. Такође, сва права која су порписана Законом су неотуђива и потрошач нема могућност да их се одрекне.

## Основна права потрошача
Основна права потрошача су:
1. Задовољење основних потреба – доступност најнужнијих производа и услуга као што су храна, одећа, обућа итд.
2. Безбедност - заштита робе и услуга које су опасне по живот и здравље;
3. Обавештеност – располагање тачним информацијама које су неопходне за разуман избор понуде;
4. Избор – могућност избора између више роба и услуга по прихватљивим ценама и уз гаранцију квалитета;
5. Учешће – заступљност потрошача у свим активностима везаних за заштиту потрошача;
6. Правна заштита – заштита права потрошача у случају повреде његовог права;
7. Образовање – стицање основних знања и вештина које омогућавају информисан избор;
8. Право на здраву и одрживу животну срединну – живот и рад у средини која није штетна за здравље.

Из ових права произилази низ других одредаба које имају сврху да регулишу сваки сегмент потрошачког живота, иако актуелна економска пракса показује да се већина ових права потрошача занемарује. Циљ овог закона је да се успостави стабилна институција потрашача која као таква чини срж уређаног тржишта и представља основну претпоставку здравог економског развоја. Снажан положај потрошача омогућава развој тржишта до његових пуних потенцијала јер се у центар економског деловања ставља потреба и право потрошача.

## Статус потрошача
Статус потрошача има свако физичко лице које на тржишту прибавља робу или услуге које које нису намењене његовој пословној или другој комерцијалној делатности. У поређењу са старим Законом, по коме статус потрошача има свако физичко лице које купује производе или користи услуге за личне потребе или потребе свог домаћинства, нови Закон искључује одредбу по којој се потрошач дефинише као физичко лице које прибаља робу или услуге у личне сврхе што је веома широк појам. Нови закон предвиђа и вансудско поравнање потрошачких спорова што по дефиницији подразумева ефикасније спровођење самог закона. Овај закон такође регулише деловање независних удружења потрошача као једног од битних механизама заштите права потрошача. Основна улога ових удружења јесте пружање непосредне подршке потрошачима у евентуалним споровима се трговцима и даваоцима услуга. Закон дефинише строжа правила понашања трговаца везана за истицање цена, као и јасно обавештавање потрошача пре закључења уговора о продаји. Такође, прописује се законска гаранција у трајању од две године с тим што потрошач не мора да доказује да није проузроковао недостатак уколико се тај недостатак јави у првих шест месеци јер се сматра да је постојао у моменту куповине, односно продаје. Једна од великих предности новог закона јесте и заштита интереса потрошача у области пружања специјалних услуга, као што су струја, гас и телекомуникације, мада по неким мишљењима нови закон оставља места за побољшање ових одредби.

## Прописи који регулишу статус потрошача
- Закон о заштити потрошача
- Закон о ценама
- Закон о трговини
- Закон о оглашавању
- Закон о заштити конкуренције
- Закон о општој безбедности производа
- Закон о електронској трговини